# Deutsche Streitaxt (14. Jahrhundert)
Die Deutsche Streitaxt ist ein spätmittelalterlicher Streitaxttypus aus dem Heiligen Römischen Reich.

## Beschreibung
Die Deutsche Streitaxt hat eine einschneidige, kurze, spitz zulaufende, bärtige Klinge. Die Klinge (Blatt) ist mit einem Auge am Schaft befestigt. Die Klinge wird vom Auge schmaler und läuft spitz zu. Kurz über der Schneide ist die Axt verdickt, um die Stabilität der verhältnismäßig kleinen Klinge zu erhöhen. Der spitz geformte Ort macht es möglich, diese Axt auch zum Stich zu verwenden. Der Schaft besteht aus Holz, ist leicht gebogen und mit Nägeln beschlagen, um den Schaft gegen Schläge stabiler zu machen und die Griffigkeit zu verbessern. Am Schaftende ist eine Öse eingesetzt, die für die Anbringung eines Fangriemens vorgesehen ist. Diese Streitaxt besitzt eine ungewöhnliche Form und eine für Streitäxte ungewöhnlich kleine Klinge. Sie war für den einhändigen Einsatz konzipiert.